# Conosema
Conosema là một chi bướm đêm thuộc họ Erebidae.

## Các loài
- Conosema pratti (Bethune-Baker, 1908)